# Suraż
Suraż is een stad in het Poolse woiwodschap Podlachië, gelegen in de powiat Białostocki. De oppervlakte bedraagt 33,86 km², het inwonertal 983 (2005).